# Капінос Микола Михайлович
Мико́ла Миха́йлович Капіно́с — підполковник Збройних сил України, учасник російсько-української війни.

## Життєпис
Закінчив 11 класів, Одеське вище військове об'єднане командне училище. Проходив службу на офіцерських посадах у ЗС України — від командира взводу до командира 29-го окремого розвідувального батальйону; брав участь у миротворчих місіях.
Звільнений зі збройних сил у серпні 2013 року. Активно брав участь у Революції Гідності. Мобілізований у травні 2014-го, призначений командиром першої батальйонної тактичної групи 51-ї бригади.
Пройшов бойовий шлях — Маріуполь, Новоазовськ, бої за Савур-Могилу — 8 серпня.
Кандидат у народні депутати по місту Рівному.

## Нагороди
За особисту мужність і героїзм, виявлені у захисті державного суверенітету та територіальної цілісності України, вірність військовій присязі під час російсько-української війни нагороджений
- орденом Богдана Хмельницького III ступеня (3.1.2015).